# Jan Hoving
Jan Hoving (Frederiksoord, 5 juni 1877 - Haarlemmermeer, 27 mei 1939) was een spreekbuis van de Nederlandse vrijdenkerij. Voor hij zich ontwikkelde tot vrijdenker was hij theosoof. Als vrijdenker en als socialist bestreed hij het nazisme en antisemitisme tijdens het interbellum. Van beroep was hij manden- en meubelmaker. Hij was daarin autodidact.

## Leven en werk
Hoving was een zoon van de koopman en dorpswinkelier Roelof Hoving en van Karolina Johanna Plaat. Hij groeide op in een gezagsgetrouwe omgeving met eerbied voor het geloof. Na het faillissement van zijn vader verhuisde het gezin naar Amsterdam. Op 18-jarige leeftijd verliet Hoving het ouderlijk gezin en trok naar Parijs en langs diverse Duitse steden, waar hij als mandenmaker de kost verdiende. In Duitsland kwam hij in contact met het socialisme van Wilhelm Liebknecht en met de theosofie. Het in zijn ogen dogmatisch karakter van de theosofie stond hem gaandeweg tegen. In de kringen van theosofen trad hij op als verdediger van de vrijdenkerij. Hij heeft in het interbellum een stempel gedrukt op het Nederlandse vrijdenken, dat hij, tot zijn dood, onder meer als voorzitter van de vrijdenkersvereniging De Dageraad, diende. Hij was een bevorderaar van het vrijdenken en bestreed fascisme, nazisme en antisemitisme in woord en geschrift. Voordien trok hij, hoewel zelf afkerig van homoseksualiteit, uiterst fel van leer tegen de ‘Zedelijkheidswet’ van 20 mei 1911, die onder andere homoseksuele handelingen van iemand boven de 21 met iemand onder de 21 strafbaar stelde in Nederland. Deze wet was gemaakt door de rooms-katholieke minister Edmond Robert Hubert Regout. Hiermee toonde Hoving zich een vrijdenker: je hoeft het niet met iemand eens te zijn om op te komen voor het recht van die ander om in vrijheid naar eigen aard en opvattingen te leven en te sterven. 
Een citaat uit zijn boek ‘Levensherinneringen van een vrijdenker – allerlei lui’, uit 1938: ‘Het centrale religieuze vooroordeel bestaat in het geloof, dat er slechts één waar religieus geloof kan zijn.’ Hij gebruikte vóór publicatie van dit werk eerst nog het pseudoniem Jan van Drenthe maar heeft dat later niet meer gedaan. 
De VRO (Vrijdenkers Radio Omroep) maakte vanaf haar eerste radio-uitzending in september 1929 jarenlang gebruik van Hovings sprekerstalent om het nazisme en antisemitisme aan de kaak te stellen. De Haagsche Post prees de VRO en Hoving in 1936 als degene ‘...die zich het eerst tegen de rassenhaat keerde, toen alle grote omroepverenigingen verstek lieten gaan.’ Knokploegen van de NSB verstoorden bijeenkomsten van De Dageraad en deze pro-nazi partij ijverde voor een verbod van de VRO en uiteindelijk wist de NSB, samen met de Roomsch-Katholieke Staatspartij, de christelijke (ARP) minister De Wilde zover te krijgen de VRO op 30 december 1936 te verbieden wegens ‘belediging van een bevriend staatshoofd’, waarmee de Duitse dictator Adolf Hitler werd bedoeld. 
Hoving was tweemaal getrouwd. In 1902 trouwde hij in Amsterdam met Alberta Adriana Hack, van wie hij in 1915 scheidde. In datzelfde jaar hertrouwde hij in Amsterdam met Bernardina van Grunsven. Uit dit huwelijk weerden twee kinderen geboren. Hoving overleed in mei 1939 op 61-jarige leeftijd in Haarlemmermeer.